# Japón en los Juegos Paralímpicos de Nueva York y Stoke Mandeville 1984
Japón estuvo representado en los Juegos Paralímpicos de Nueva York y Stoke Mandeville 1984 por un total de 37 deportistas, 27 hombres y 10 mujeres.

## Medallistas
El equipo paralímpico japonés obtuvo las siguientes medallas:
| Nombre            | Deporte                       | Evento                               |
| ----------------- | ----------------------------- | ------------------------------------ |
| Oro               |                               |                                      |
| Toshiko Kobayashi | Atletismo                     | 100 m C8 femenino                    |
| K. Shiota         | Atletismo                     | Eslalon 3 femenino                   |
| Masami Morimoto   | Atletismo                     | Eslalon 4 femenino                   |
| K. Sugeno         | Atletismo                     | Eslalon 5 femenino                   |
| Toshiko Kobayashi | Atletismo                     | Salto de longitud C8 femenino        |
| Akihiko Onodera   | Atletismo                     | Eslalon 1B masculino                 |
| N. Ogawa          | Atletismo                     | Eslalon 3 masculino                  |
| Masanori Nakamura | Atletismo                     | Eslalon 4 masculino                  |
| Mineho Ozaki      | Atletismo                     | Salto de longitud B2 masculino       |
| Plata             |                               |                                      |
| Toshiko Kobayashi | Atletismo                     | 200 m C8 femenino                    |
| K. Yoshida        | Atletismo                     | Eslalon 4 femenino                   |
| T. Morita         | Atletismo                     | Eslalon 5 femenino                   |
| T. Sakurai        | Atletismo                     | Eslalon 1C masculino                 |
| Motoharu Matsuo   | Atletismo                     | Eslalon 2 masculino                  |
| Mineho Ozaki      | Atletismo                     | Triple salto B2 masculino            |
| Hifumi Suzuki     | Tiro con arco                 | Doble ronda FITA paraplejia femenino |
| Bronce            |                               |                                      |
| Toshiko Kobayashi | Atletismo                     | 800 m C8 femenino                    |
| Yoshinori Simazu  | Atletismo                     | 100 m B3 masculino                   |
| Mineho Ozaki      | Atletismo                     | Disco B2 masculino                   |
| K. Nakahashi      | Atletismo                     | Eslalon 5 masculino                  |
| Equipo            | Baloncesto en silla de ruedas | Torneo femenino                      |
| Ekeda N. Tamaya   | Bolos sobre hierba            | Dobles paraplejia femenino           |
| Etsuo Inoue       | Natación                      | 100 m braza A3 masculino             |
| Etsuo Inoue       | Natación                      | 100 m libre A3 masculino             |